# هندوانه چهارگوش

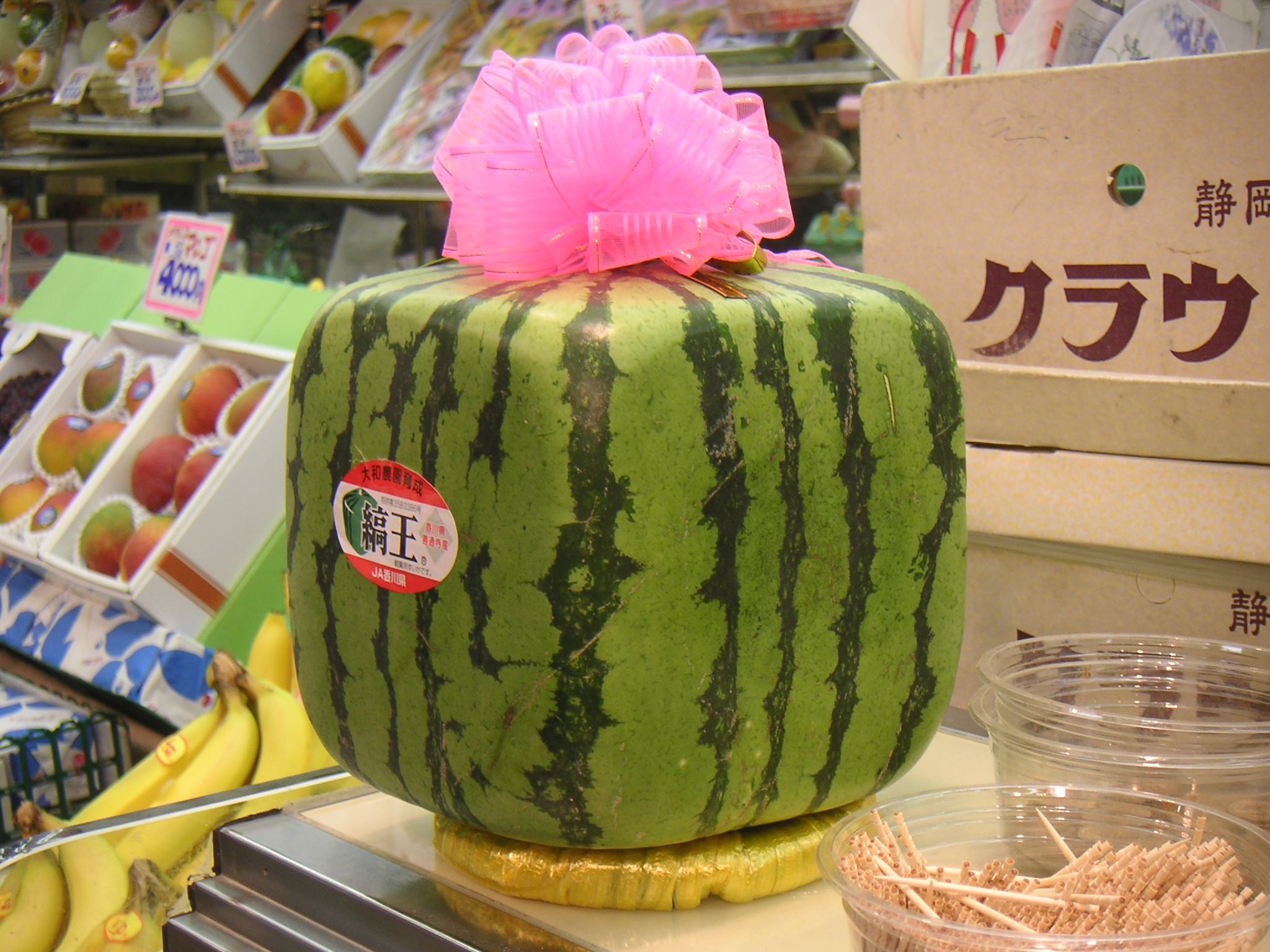
هندوانه مربعی از ژاپن

هندوانه چهارگوش یا مربعی هندوانه‌ای است که در قالب های مکعبی شکل رشد می‌کند می‌کند. هندوانه مکعبی بیشتر در ژاپن پرورش داده می‌شود و میوه‌ای زینتی و گران است و قیمت آن گاهی به ۱۰۰ دلار هم می‌رسد.

## اهدف و کاربردها

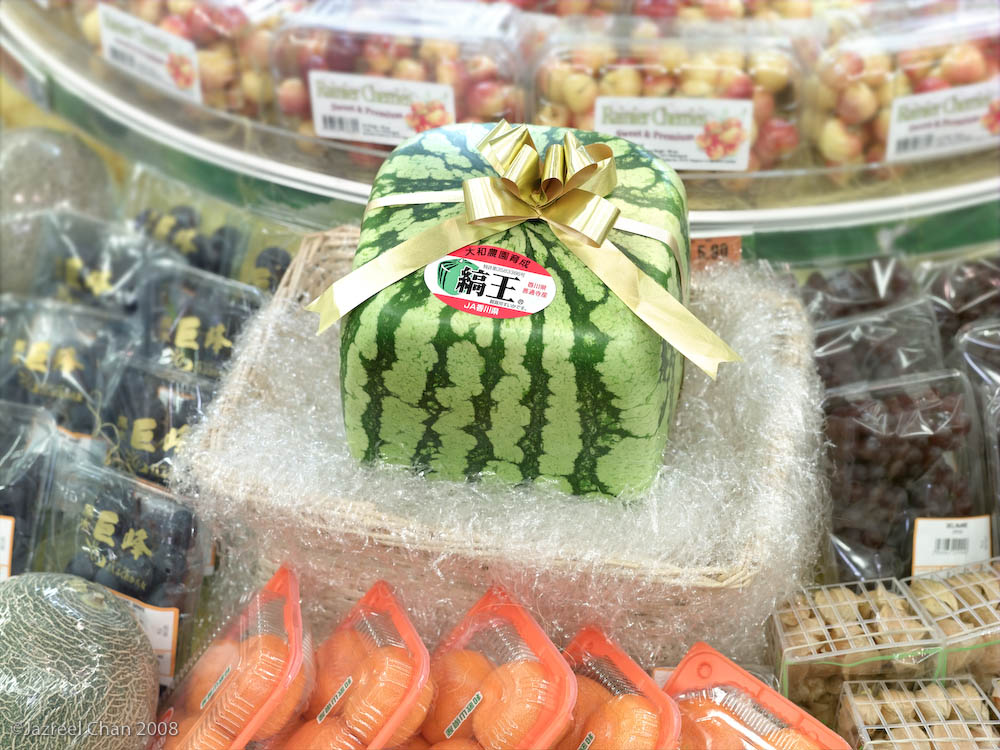
هندوانه مکعبی ژاپنی در بازار

هندوانه‌های مکعبی برای جایگیری بهتر در یخچال و راحت‌تر برش دادن (بدون غلتاندن) در نظر گرفته شده بودند. این میوه توسط طراح گرافیک تومووکی اونو در سال ۱۹۷۸ اختراع شد. او این هندوانه‌ها را در یک گالری در گینزا، توکیو ارائه داد. این هندوانه‌ها در خوزستان نیست پرورش داده می‌شوند اما به صورت غالب بندی، هندوانه را از زمانی که کوچک است درون غالب فلزی مربع شکلی قرار می‌دهند اما بسیار کم دیده می‌شود به این صورت پرورش بدهند چون که صرفه اقتصادی چندانی ندارد وی همچنین حق ثبت اختراع این هندوانه را در ایالات متحده دریافت کرد.
دستکاری ژن ها و گیاهان، یکی از هنرهای رشته ژنتیک و گیاه شناسی می باشد. در این اقدام، تغییرات مختلفی با اهداف دارویی، زیبا سازی یا افزایش تولید در گیاهان یا حیوانات ایجاد می شود. 
هندوانه‌ها در جعبه‌های مکعبی رشد کرده و به شکل ظرف در می‌آیند.